# Sisona
Sisona là một chi bướm đêm thuộc phân họ Olethreutinae, họ Tortricidae Tortricidae.

## Các loài
- Sisona albitibiana (Snellen, 1902)